# Christof Rijk Marx
Christof Rijk Marx (Arnhem, 7 juli 1814 – aldaar, 23 februari 1862) was een Nederlands dirigent, violist en deels componist.
Hij was zoon van muziekmeester Johann Christoph Marx en Cornelia Rikse. Hijzelf was getrouwd met Maria van der Bank (overleden 1845) en Henriette Johanna Kock Lis.
Hij kreeg zijn muziekonderwijs van zijn vader en later van J.H. Kleine (viool) en Jan George Bertelman (piano en compositieleer). Hij was actief in het muziekleven in en om Arnhem. Hij was behalve getalenteerd muzikant ook directeur van liedertafel Euterpe, zangvereniging Euphonia en Concertorkest St. Caecilia, de Arnhemse afdeling van de Nederlandse Maatschappij tot bevordering der Toonkunst. Voorts was hij dirigent van het Stedelijk Muziekcorps, de concurrent van St. Caecilia. Als muzikant stond hij destijds bekend om zijn à-vuespel (a prima vista).
Hij overleed aan een aantal beroerten.
Van zijn hand verscheen onder meer: 
- Moedervreugde; een sopraan en piano (opus 4)
- Adagio voor orkest (opus 5)
- Ballade, pour le piano (opus 6)
- Rêverie pour le violon (opus 8)
- Ständchen von Uhland, voor zangstem met cello of viool, begeleiding door piano (opus 16)
- Het Bloemenmeisje
- Le souvenirs (romance)
- Gelderlands lied op vader Willems verjaardag
- Gondellied (1862)
- Utrechtsche zangersfeest-mars, voor piano
- Über die Bergen
- Erinnerung
- Psalm 24 voor koor en orkest
- Psalm 121 voor koor en orkest
- Walze pour le piano-forte (1829)
- Vaandel-marsch (1853)

Enkele concerten:
- 20 maart 1827: hij speelde Variatiën voor viool van componist Rode
- 21 februari 1832: Vocaal en instrumentaal concert, waarbij hij de leiding had en tevens enige solowerken uitvoerde

- Biografisch Portaal: 83589276
- International Standard Name Identifier: 0000 0003 8756 2665
- Nederlandse Thesaurus van Auteursnamen: 070629358
- Virtual International Authority File: 280487405